# Heteropoda lashbrooki
Heteropoda lashbrooki är en spindelart som först beskrevs av Henry Roughton Hogg 1922.  Heteropoda lashbrooki ingår i släktet Heteropoda och familjen jättekrabbspindlar.
Artens utbredningsområde är Vietnam. Inga underarter finns listade i Catalogue of Life.